# Kowloon Generic Romance
Kowloon Generic Romance (japonês: 九龍ジェネリックロマンス, Hepburn: Kūron Jenerikku Romansu) é uma série de mangá escrita e ilustrada por Jun Mayuzuki. É serializada pela revista seinen Weekly Young Jump, da Shueisha, desde novembro de 2019, com seus capítulos compilados em 11 volumes tankōbon até abril de 2025.
Uma série de televisão de anime, produzida pela Arvo Animation, foi ao ar de abril a junho 2025 e uma adaptação em filme live-action, produzida pela Robot Communications, está com lançamento previsto para 29 de agosto do mesmo ano nos cinemas japoneses.

## Sinopse
A Cidade Murada de Kowloon, o lugar mais densamente povoado do planeta, abriga mais de 33 mil moradores em um labirinto de arranha-céus interligados que se estende por apenas 2,6 hectares. Nesse enclave urbano, encontra-se a Wong Loi Realty Company, onde um romance de escritório se desenvolve entre dois colegas de trabalho: o tranquilo, porém impetuoso, Hajime Kudou e a reservada Reiko Kujirai. Apesar da dinâmica conflituosa, os dois compartilham uma relação próxima, frequentemente almoçando juntos. O afeto mútuo pela Cidade Murada de Kowloon aprofunda gradualmente o vínculo — ainda que uma peculiaridade subjacente persista entre eles.

## Personagens
Reiko Kujirai (鯨井 令子, Kujirai Reiko)
Voz por: Haruka Shiraishi (japonês); Lauren Landa (inglês)
Interpretada por: Riho Yoshioka
Uma corretora imobiliária de 32 anos que mora sozinha na Cidade Murada de Kowloon. Ela mantém um relacionamento profissional com Hajime Kudo, sem saber que eles já foram noivos e que ela o orientou no trabalho. Apesar de perder completamente as memórias do passado, ela está apaixonada por ele, embora ele não corresponda. Ela aprecia a cultura urbana de Kowloon e tem o hábito peculiar de fumar enquanto come melancia.
Hajime Kudou (工藤 発, Kudō Hajime)
Voz por: Tomokazu Sugita (japonês); Ben Balmaceda (inglês)
Interpretado por: Koshi Mizukami
Um corretor imobiliário de 34 anos que se transferiu da filial japonesa para trabalhar em um pequeno escritório em Kowloon com Reiko. Assim como Reiko, ele aprecia profundamente a cultura urbana e a culinária de Kowloon. Embora tenha sido colega mais novo e noivo de Kujirai, ele nunca menciona o relacionamento passado deles devido à perda total de memória dela. Ele sabe que a atual Kujirai está apaixonada por ele, mas não sente o mesmo por ela, e é frequentemente visto provocando-a por isso.
Xiaohei (小黒, Shaohei)
Voz por: Sayumi Suzushiro (japonês); Risa Mei (inglês)
Interpretada por: Kotone Hanase
Uma jovem que trabalha meio período em vários estabelecimentos em Kowloon, incluindo sapatarias e cinemas. De estatura baixa, ela costuma usar o cabelo preso em um coque e se veste com charmosas roupas chinesas. Ela conhece Reiko e Hajime.
Yaomay (楊明, Yōmei)
Voz por: Aoi Koga
Interpretada por: Minami Umezawa
Costureira de bonecas que mora na Cidade Murada de Kowloon, ela luta com o excesso de estoque não vendido até que Reiko, Hajime e Shaohei a ajudam. Após um encontro casual em que ela descobre a amnésia de Reiko, elas se tornam amigas. Ela afirma ter passado por uma reconstrução física completa para abandonar seu passado, embora não forneça mais detalhes sobre sua história.
Miyuki Hebinuma (蛇沼 みゆき, Hebinuma Miyuki)
Voz por: Ryōtarō Okiayu
Interpretado por: Ryo Ryusei
Presidente da Hebinuma Pharmaceutical, um grande conglomerado especializado em produtos de beleza e farmacêuticos. Com seu cabelo penteado para trás, olhos penetrantes e serpentinos e uma língua bifurcada, ele apresenta uma aparência marcante. Após herdar a empresa farmacêutica de seu pai, ele rapidamente expandiu os negócios e agora opera pessoalmente um popular serviço de aconselhamento de beleza para mulheres. Miyuki desenvolve um fascínio incomum por Reiko quando ela visita sua clínica usando um cupom promocional, acabando por surpreendê-la com um beijo não solicitado em seu local de trabalho.
Tao Gwen (タオ・グエン, Tao Guen)
Voz por: Taito Ban (japonês); Edward Mendoza (inglês)
Interpretado por: Shuntarō Yanagi
Ex-garçom da Goldfish Tea House. Inicialmente, ele informa Reiko sobre seu noivado anterior com Hajime (como "Kujirai B"). Após desaparecer misteriosamente, ele reconhece que a Reiko atual é diferente daquela que ele conhecia. Anteriormente parceiro de Miyuki durante as investigações em Kowloon, ele continua auxiliando Reiko e Yaomay a desvendar os mistérios da cidade após seu rompimento abrupto.
Yūlong (ユウロン, Yūron)
Voz por: Kengo Kawanishi
Interpretado por: Figaro Tseng
Um associado de Miyuki que investiga o misterioso fenômeno da Segunda Kowloon. Inicialmente incapaz de perceber ou entrar em Kowloon, ele descobre que o "arrependimento" é o principal requisito para o acesso.
Kujirai B (鯨井B)
Voz por: Yuriko Yamaguchi (japonês);
Kujirai B é uma mulher falecida que tinha uma semelhança impressionante com Reiko. O pseudônimo foi dado por Yaomay. Dois anos mais velha que Hajime, ela era sua superiora na Wong Loi Realty Company e foi noiva dele.

## Produção
Segundo Mayuzuki, ela teve a ideia de lançar uma série sobre a Cidade Murada de Kowloon enquanto seu trabalho anterior, After the Rain, ainda estava sendo serializado. Ela gostava do tema da cidade e ouviu falar dela pela primeira vez em Kowloon's Gate, quando era jovem.

### Mangá
Escrita e ilustrada por Jun Mayuzuki, Kowloon Generic Romance iniciou na revista seinen Weekly Young Jump, da Shueisha, em 7 de novembro de 2019. Em abril de 2025, foi anunciado que o mangá havia entrado em seu último arco de história. Shueisha compilou seus capítulos individuais em volumes tankōbon. O primeiro volume foi publicado em 19 de fevereiro de 2020, com mais dez volumes lançados até 17 de abril de 2025.
Em janeiro de 2022, foi anunciado que a Yen Press licenciaria o mangá na América do Norte. O primeiro volume em inglês foi lançado em 9 de agosto de 2022.
| - Capítulos 1–8 |

| - Capítulos 9–17 |

| - Capítulos 18–26 |

| - Capítulos 27–35 |

| - Capítulos 36–44 |

| - Capítulos 45–53 |

| - Capítulos 54–62 |

| - Capítulos 63–70 |

| - Capítulos 71–78 |

| - Capítulos 79–87 |

| - Capítulos 88–95 |

### Anime
Em outubro de 2024, foi anunciado que a série receberia uma uma adaptação em série de televisão de anime. Foi produzida pela Arvo Animation e dirigida por Yoshiaki Iwasaki, com composição de Jin Tanaka, design de personagens por Yuka Shibata, direção de arte por Yūji Kaneko e composição musical por Ryōhei Sataka. A série foi ao ar de 5 de abril a 28 de junho de 2025 na TV Tokyo e suas afiliadas. A canção de abertura é "Summertime Ghost" (サマータイムゴースト, Samātaimu Gōsuto), interpretada por Wednesday Campanella, enquanto o tema de encerramento é "Koi no Retronym" (恋のレトロニム, Koi no Retoronimu, lit. 'A Retronym for Love'), interpretado por Mekakushe.
A Crunchyroll licenciou a série internacionalmente, ao passo que a Midialink a distribuiu por meio do canal no YouTube da Ani-One Asia no Sudeste Asiático e na Ásia Meridional.

#### Episódios
| N.º | Título        | Dirigido por                       | Escrito por      | Direção de animação por | Exibição original   |
| --- | ------------- | ---------------------------------- | ---------------- | --- | ------------------- |
| 1 | "Episódio 1"  | Taishi Kawaguchi                   | Yoshiaki Iwasaki | Shiori Sakaguchi e Hirofumi Takahashi                                                                                                 | 5 de abril de 2025  |
| Dentro da Cidade Murada de Kowloon reimaginada, criada pela tecnologia chamada Terra Genérica, que assume a forma de uma estrutura semelhante a um diamante no céu, Reiko Kujirai acorda e começa seu dia de trabalho na Wong Loi Realty Company ao lado de seu colega de trabalho Hajime Kudo, por quem ela tem uma queda. Reiko luta contra sua visão, o que a leva a usar colírios feitos pela Hebinuma Pharmaceuticals, o que deixa Kudo nervoso devido à sua desconfiança da empresa que secretamente possui a Terra Genérica. Reiko consulta um optometrista para corrigir sua visão. Reiko e Kudo conversam sobre Kowloon e como, apesar de suas péssimas condições de vida, os habitantes de Kowloon apreciam a nostalgia que o lugar traz. No dia seguinte, após terminar o dia de trabalho, Kudo leva Reiko para Sunset Street, uma área de vida noturna, e depois para a Goldfish Teahouse, um lugar que Kudo visita frequentemente. Na casa de chá, Kudo diz a Reiko para encontrar uma peculiaridade familiar que possa fazê-la feliz, para que isso possa ajudá-la a se lembrar da pessoa com essa peculiaridade. Reiko ganha um peixinho dourado de lembrança e pensa no que Kudo disse. Reiko passa o dia seguinte repintando as paredes de uma unidade habitacional desocupada e quase desmaia devido a uma insolação antes de Kudo vir ajudá-la. No dia seguinte, Kudo dorme no sofá e beija Reiko ao acordar, dizendo que a confundiu com outra pessoa. No final do dia, depois que Kudo sai do trabalho, Reiko descobre uma foto sua com Kudo na casa de chá. O garçom confirma que tirou a foto, o que faz Reiko perceber que está perdendo parte de suas memórias. |               |                                    |                  | |                     |
| 2 | "Episódio 2"  | Taishi Kawaguchi                   | Yoshiaki Iwasaki | Shiori Sakaguchi, Hirofumi Takahashi e You Seon Hwang                                                                                 | 12 de abril de 2025 |
| A amiga de Reiko, Xiaohei, liga para ela reclamando do barulho incessante que a incomoda, causado por sua vizinha Yaomay, uma costureira que faz pelúcias. Reiko pergunta a Yaomay sobre a foto, com Yaomay acreditando que Reiko não é a mesma que a pessoa, denominada Kujirai B, na foto. Quando Kudo percebe a foto faltando, Kudo se lembra da época em que começou a trabalhar na imobiliária dentro da Kowloon original, após ser transferido da filial japonesa, e como Kujirai B expressou sua nostalgia ao lhe mostrar Kowloon. Kujirai B contou a Kudo sobre como ela ama a nostalgia da cidade, mas Kudo se recusou a se apegar ao lugar, sabendo que estava prestes a ser demolido. No presente, Reiko e Yaomay jantam juntas, e Yaomay sugere que Reiko espere para saber a verdade devido à sua natureza complicada. No dia seguinte, Kudo percebe que Reiko não furou as orelhas, ao contrário de Kujirai B, e tem pés de galinha. No dia seguinte, Reiko e Yaomay vão a uma clínica médica de propriedade de Hebinuma para fazer um check-up e, em seguida, vão à casa de chá apenas para descobrir que Tao Gwen, o garçom que tirou a foto, pediu demissão. Reiko compra um par de brincos de pressão para surpreender Kudo, mas não consegue. No dia seguinte, Kudo pede desculpas por suas ações e, para compensar, eles jantam no restaurante que Reiko foi com Yaomay. No dia seguinte, Reiko se encontra com o presidente da Hebinuma Pharmaceuticals, Miyuki Hebinuma, para uma consulta sobre um tratamento antienvelhecimento para seus pés de galinha. Miyuki toca o rosto de Reiko e, percebendo que suas rugas não envelheceram, ele diz a ela que as memórias perdidas nunca existiram, fazendo com que Reiko vá embora com desgosto. |               |                                    |                  | |                     |
| 3 | "Episódio 3"  | Masato Kitagawa                    | Nagisa Miyazaki  | Shiori Sakaguchi, Hirofumi Takahashi, Jeong Min Yeo e You Seon Hwang                                                                  | 19 de abril de 2025 |
| De volta à Kowloon original, Kudo aprendeu com Kujirai B sobre o que é nostalgia, que ela equipara ao amor. No presente, Miyuki visita a imobiliária, fazendo com que Kudo fique agressivo. Miyuki o borrifa com desinfetante e beija Reiko à força antes de ir embora. Em um dia de folga, Kudo visita o apartamento de Reiko depois de comprar um novo aquário e sente um tipo de nostalgia semelhante à que sentiu quando visitou o apartamento de Kujirai B pela primeira vez. No dia seguinte, no trabalho, Reiko dá a Kudo um girassol e um vaso para agradecê-lo por carregar o aquário. Xiaohei aparece querendo se mudar para um apartamento maior e vê o girassol querendo o apartamento para si. Xiaohei acaba escolhendo um apartamento que Kudo recomendou com acesso a um terraço com vista para um jardim de girassóis escondido. Na casa de Miyuki, fora da cidade murada, Miyuki e Gwen discutem um artigo publicado que revela que o verdadeiro herdeiro da fortuna da família Hebinuma morreu em um acidente e que Miyuki foi adotado para preencher seu papel, enquanto revela-se que Gwen está trabalhando para Miyuki e não é a mesma pessoa que o ex-garçom, daí a necessidade de usar uma máscara enquanto estiver na cidade murada. Kudo sai em busca de Gwen, mas não consegue chegar ao seu apartamento, pois o local mudou. Enquanto isso, Gwen visita Reiko e conta a ela que sabe sobre a história do relacionamento de Kudo e que Kujirai B está morta, confirmando que Reiko e Kujirai B não são a mesma pessoa. Gwen diz a Reiko que está vivendo a vida de outra pessoa. No dia seguinte, Reiko e Kudo discutem o assunto, e Kudo diz a ela que ela estava vivendo uma ilusão, fazendo com que Reiko desmaie. |               |                                    |                  | |                     |
| 4 | "Episódio 4"  | Masato Kitagawa                    | Nagisa Miyazaki  | Hiroki Sekitou e Kiyoshi Nohji | 26 de abril de 2025 |
| Kudo se lembra em um sonho que dois meses depois de chegar a Kowloon, ele soube por Kujirai B que ele estava trabalhando na segunda cidade murada que foi recriada ilegalmente depois que a original foi demolida em 1994. Reiko acorda no apartamento de Kudo. Enquanto isso, Miyuki e Gwen vão para a cidade murada com Gwen notando as mudanças incomuns, como o colírio Hebinuma sendo comercializado como novo apesar de estar fora de circulação há três anos e a marca de beleza de Reiko. Naquela noite, Reiko e Yaomay jantam e Yaomay menciona em uma postagem online já excluída que uma pesquisa sobre clones está sendo conduzida com o projeto Generic Terra chamado Zirconian Project. Yaomey mostra a Reiko seu anel de zircônia que brilha como um diamante para que ela saiba que mesmo sendo falsa, ela ainda pode brilhar como a coisa real. No dia seguinte, Reiko, Kudo, Yaomay e Xiaohei se reúnem no novo apartamento de Xiaohei para comemorar, e Yaomay incentiva Reiko a se mudar, apesar de não ter vontade de fazê-lo. No dia seguinte, Kudo joga mahjong com amigos, mas sem Chan, que foi chamado por Miyuki à sua clínica para um check-up improvisado. Miyuki chama um de seus homens para escoltar alguém até a cidade murada, mas, ao entrar, Chan desaparece e Miyuki os manda embora. Depois, Miyuki diz a Gwen que seu clone provavelmente sumiu e que está investigando Kudo por meio da filial japonesa da empresa. Miyuki pergunta como Kujirai B morreu, mas se recusa a responder. Enquanto procura por Chan, Kudo pergunta a Reiko o quanto ela sabe sobre o Kujirai original, e Reiko responde dizendo que Gwen lhe disse que ela está morta. Em resposta, Kudo parece ter um breve colapso mental ao dizer a Reiko que a matou, chocando Reiko. |               |                                    |                  | |                     |
| 5 | "Episódio 5"  | Jet Inoue                          | Nagisa Miyazaki  | Yuka Shibata e Yui Kinoshita | 3 de maio de 2025   |
| Embora Kudo confirme que o Kujirai original está morta, sua aparente confissão foi apenas uma questão hipotética. No dia seguinte, Reiko lê um romance policial que Kujirai B costumava ler e encontra um anel de diamante atrás do livro. Ela e Kudo vão trabalhar, privados de sono, para conversar sobre o romance e, depois do trabalho, vão a um sebo onde Xiaohei trabalha para pegar o próximo volume, apenas para descobrir que ele está com erro de impressão e, em vez disso, Reiko pega um livro ilustrado. Algum tempo depois, Reiko recebe ingressos para assistir a um filme antigo estrelado pela atriz Yangli, que se revela ser a mãe de Yaomay. Yaomay se lembra da vez em que perdeu o senso de identidade tentando ser como sua mãe. Sentindo-se deprimida após ser lembrada de Yangli, Reiko a anima trazendo tortas de ovo e dizendo a ela que ela falou sobre ser ela mesma. No dia seguinte, Reiko e Yaomay vão às compras e Yaomay feliz compra um par de brincos de zircônia. Em um sonho, Kudo se lembra da primeira vez que ele e Reiko visitaram a casa de chá juntos, e foi então que ele se apaixonou por Kowloon. Enquanto isso, Miyuki é levado à cidade murada por um taxista, e é revelado que a segunda cidade murada também foi demolida e que apenas certas pessoas podem entrar na sua versão Generic Terra. |               |                                    |                  | |                     |
| 6 | "Episódio 6"  | Taishi Kawaguchi                   | Nagisa Miyazaki  | Shiori Sakaguchi, Hiroki Sekitou e Hirofumi Takahashi                                                                                 | 10 de maio de 2025  |
| Miyuki tem uma reunião com seu pai para discutir as informações coletadas pelos projetos Zirconiano e Generic Terra. No dia seguinte, Gwen confronta Miyuki, pedindo-lhe para desistir de sua vingança, e então o beija para expressar seu amor. Em um flashback na casa de chá após o anúncio de que a segunda cidade murada seria demolida, Gwen decidiu se tornar um andarilho, enquanto Kujirai B mencionou que sua história não terminaria nem continuaria. No presente, Reiko se encontra com Yaomay e Gwen para discutir sobre Kujirai B, e enquanto Gwen lhe diz que Kudo não a matou, ele se recusa a explicar como ela morreu, temendo o que Reiko poderia fazer se soubesse a verdade. Depois que Reiko vai embora, Yaomay conta a Gwen que Raiko é a razão pela qual ela se tornou seu verdadeiro eu novamente. Algum tempo depois, fora da cidade murada, Miyuki tem uma consulta com seu médico Wong, que se opõe à Generic Terra, e Miyuki revela que é uma pessoa intersexo. Yulong, amigo de infância de Miyuki, chega após ouvir a conversa. Miyuki explica a Yulong o propósito do projeto Terra Genérica, que é restaurar o filho morto de seu pai, mas Miyuki planeja fazê-lo sem suas memórias. Yulong revela que cresceu com Miyuki na segunda cidade murada, mas não consegue ver a versão Terra Genérica. Yulong menciona Yaomay, mencionando que ela entrou na cidade murada apesar de não saber nada sobre ela, o que leva Yulong a levantar a hipótese de que apenas aqueles que ressoam com a energia da Terra Genérica podem ver a cidade murada reimaginada, mas não tem certeza de quais são os critérios de ressonância. Enquanto isso, Reiko e Kudo vão às compras para reabastecer seu estoque de macarrão instantâneo e se deparam com uma revista de viagens decidindo que quer viajar. Uma explosão acontece e Kudo corre em direção ao local. |               |                                    |                  | |                     |
| 7 | "Episódio 7"  | Daisuke Kurose                     | Nagisa Miyazaki  | Kiyoshi Nohji, Katsuji Matsumoto, Zang Chen, Jiaxin Wang e Wei A                                                                      | 17 de maio de 2025  |
| Em um flashback, Kudo disse a Gwen que estava determinado a pedir Kujirai em casamento antes que a segunda cidade murada fosse demolida. No presente, Kudo segue em direção ao local da explosão, onde encontra o verdadeiro Gwen pela primeira vez desde a demolição da segunda cidade murada. Gwen tenta fazer com que Kudo saia da cidade murada, mas ela se recusa. Enquanto isso, Miyuki tenta visitar a clínica de Wong em Kowloon e desmaia, lembrando-se da vez em que se apaixonou por Gwen logo após a demolição da segunda cidade murada, liderada por sua família. Miyuki acorda em um clube de burlesco. Reiko visita o clube para verificar um problema elétrico e então pergunta a Miyuki sobre zircônias. Miyuki diz a Reiko que ela não é uma zircônia, mas algo chamado genérico. Enquanto isso, Yulong examina os registros médicos de Wong e retira o registro da Reiko original, e Wong revela que a Reiko original foi levada a ele depois que ela foi encontrada morta por suicídio. Em 30 de agosto, Reiko conta a Yaomay que planeja se mudar da cidade murada com a bênção de Yaomay. Pouco antes da meia-noite, Kudo visita Reiko para lhe contar que 31 de agosto marca o aniversário da morte da original. No dia seguinte, Reiko e Yaomay saem da cidade murada, mas Gwen, tendo pedido uma pizza para ser entregue na cidade murada, impede Reiko antes que ela saia. Como o entregador não consegue ver Reiko nem a versão Terra Genérica da cidade murada, Gwen explica que a segunda cidade murada foi demolida há três anos e que a existência de Reiko está ligada à Terra Genérica e não existe para o público. |               |                                    |                  | |                     |
| 8 | "Episódio 8"  | Shunji Yoshida                     | Yūichi Nihei     | Tomoya Noguchi, Rie Usui, Ruki Matsui, Kansaku Andō e Yuki Nishimura                                                                  | 24 de maio de 2025  |
| Gwen revela a Reiko e Yaomay que as pessoas na versão Terra Genérica que não estão fisicamente presentes são cópias de antigos moradores da segunda cidade murada que desaparecem quando o original entra na cidade murada, e como a Reiko original está morta, ela nunca desaparecerá dessa forma. Não convencido de que Gwen esteja dizendo a verdade, Yaomay vai para Hong Kong para investigar. Enquanto isso, Yulong liga para Miyuki para informá-lo sobre suas descobertas a respeito da Reiko original, descobrindo que a causa da morte de Reiko foi overdose de drogas e que Wong, seu médico de cuidados primários, havia prescrito regularmente pílulas para dormir para lidar com a insônia. No entanto, a droga que realmente a matou foi apagada de todos os registros. Além disso, Yulong descobre que o pai de Miyuki ordenou que a segunda cidade murada fosse demolida para encobrir o fato de que Miyuki é um substituto para seu falecido filho Haoran. Em outro lugar, o Xiaohei original, revelado como um jovem em vez de uma garotinha, entra sorrateiramente na cidade murada para investigar o local sob as ordens do pai de Miyuki, mas sua cópia não desaparece. Como Reiko não pode sair da cidade, ela declara seu amor por Kudo novamente, e ele finalmente retribui seus sentimentos, após tê-la rejeitado várias vezes. Ambos prometem ficar juntos. A caminho de Hong Kong, Yaomay lembra que encontrou a cidade murada seis meses atrás, após fazer uma cirurgia plástica. Yaomay vai a um cibercafé para ler lendas urbanas e conversa online com Yulong. Yaomay conta a Yulong tudo o que Gwen lhe contou, explicando também que, quando entrou na cidade murada pela primeira vez em março passado, estava frio lá fora, mas lá dentro era sempre verão. No dia seguinte, Reiko e Kudo acordam depois de passarem a noite juntos, e o smartphone de Reiko mostra que a data é 1º de julho em vez de 1º de setembro, indicando que o tempo na versão Terra Genérica repete o mesmo período de dois meses. |               |                                    |                  | |                     |
| 9 | "Episódio 9"  | Masato Kitagawa                    | Nagisa Miyazaki  | Mariko Inagaki, Etsuhito Mori e Jiaxin Wang                                                                                           | 31 de maio de 2025  |
| Kudo se lembra da Reiko original fazendo torradas francesas como uma lembrança de sua falecida mãe e de como ela não ficava triste por isso. Enquanto isso, Yaomay conta a Gwen e Reiko o que aprendeu em Hong Kong. Curiosa sobre o que acontece quando consome algo que não existe, ela engole um copo de café gelado, o que a faz esquecer o que os três estavam falando. Depois, Gwen avisa Miyuki para não consumir nada na cidade murada e o alerta de que o Kudo ali é real. Enquanto Reiko e Yaomay conversam no apartamento desta última, o Xiaohei original aparece para inspecionar o alarme de incêndio do apartamento, e Yaomay acaba adicionando uma camada interna de babados ao seu colete. Ele, sob o pseudônimo de Snakeberry, relata suas descobertas ao pai de Miyuki, enfatizando que a versão Terra Genérica não é uma réplica perfeita, como indicado pelas grandes diferenças entre a cópia de Reiko e a original, e conclui que o Projeto Zirconiano, projetado para criar reproduções físicas de pessoas falecidas, pode ser possível, mas apenas dentro da cidade murada. Com Reiko sendo a chave para o projeto, Xiaohei é instruído a não deixá-la sair da cidade. Fora da cidade, Yulong avisa Miyuki para não continuar com sua vingança contra seu pai, mas Miyuki se recusa a recuar. Naquela noite, Reiko coloca um par de óculos que sua original costumava usar e vê suas memórias através dos óculos. Enquanto isso, Yulong pega Xiaohei depois que ele secretamente instalou um dispositivo de escuta para interceptar a conversa de Yulong com Miyuki, e se oferece para contratá-lo, longe do pai de Miyuki, com a tarefa de matar a cópia de Reiko. |               |                                    |                  | |                     |
| 10 | "Episódio 10" | Asahi Yoshimura                    | Yūichi Nihei     | Hodaka Hashimoto, Daisuke Saitō, Kansaku Andō, Tōi Yamamichi, Ruki Matsui, Mari Saitō, Dai Ōhara, Kaori Takahashi e Yuki Nishimura    | 7 de junho de 2025  |
| Xiaohei hesita em aceitar o pedido de emprego de Yulong, pois Yulong lhe revela que a Terra Genérica replica a cidade murada como ela era há três anos. Yulong também lhe diz que se transformar de volta na garota que ele era pode ser possível com a Terra Genérica. Incerto sobre o que fazer, Xiaohei retorna à cidade murada e encontra Yaomay novamente, enquanto vê sua cópia correndo. Reiko conta a Yaomay sobre ver as memórias do original através de um par de óculos que são visíveis apenas para Reiko. Reiko visita Kudo e vê que ele se comportava de forma muito diferente com a Reiko original do que com ela. Naquela noite, Reiko descreve as memórias nos óculos para Yaomay que mostram a Torre Bai Yuen Shan, uma área sombria que Kudo proíbe Reiko de visitar. As duas vão até lá e se encontram com Xiaohei, e vendo que a Reiko original puxou um talismã de suas paredes, Reiko faz o mesmo, revelando um código de erro 403 na parte de trás. Reiko relata isso a Gwen e descobre que a original cometeu suicídio na torre, e que seu relacionamento com Kudo tinha problemas que o mesmo se recusa a admitir. Gwen agarra Xiaohei e verifica se sua cópia não desapareceu. Reiko investiga o significado do código de erro e então se encontra com Kudo para terminar seu relacionamento romântico. Reiko continua a investigação puxando talismãs espalhados por toda a cidade murada, alguns deles revelando diferentes códigos de erro. Naquela noite, Yaomay, faminta, come um pedaço de chocolate que Yulong lhe deu, que reverte o efeito de comer a comida dentro da cidade murada, o que a faz lembrar do que aprendeu em Hong Kong. |               |                                    |                  | |                     |
| 11 | "Episódio 11" | Taishi Kawaguchi                   | Nagisa Miyazaki  | Shiori Sakaguchi, Hirofumi Takahashi e Yuki Nishimura                                                                                 | 14 de junho de 2025 |
| Yulong conclui que o arrependimento é o requisito para entrar na cidade murada. Ele chega à cidade murada e se lembra da vez em que Miyuki revelou sua tatuagem de cobra e sua língua bifurcada para Yulong, tendo feito isso para provar sua lealdade à família Hebinuma e se vingar da morte de sua mãe. Enquanto isso, Yaomay conta a Gwen o que descobriu com Yulong em Hong Kong. Suspeitando que o Grupo Hebinuma esteja envolvido, Gwen avisa Yaomay para ficar longe dos talismãs. Naquela noite, Reiko vê a lembrança de Kujirai B de ter conseguido a droga que a matou de um traficante clandestino, chamado Infinity, e notifica Yaomay de que ela retornará à área de Bai Yuen Shan. No dia seguinte, Reiko leva Xiaohei ao apartamento de sua cópia para consertar um alarme de incêndio, vendo isso como uma oportunidade de entender por que sua cópia ainda existe. Em outro lugar, Gwen conta a Kudo a verdade sobre Xiaohei ser homem, fazendo com que a cópia desapareça e Xiaohei desmaie. Naquela noite, Xiaohei acorda e explica que a versão Terra Genérica da cidade murada foi criada a partir da consciência de Kudo e não replicará o que ele não reconhece, e assim a cópia de Xiaohei permaneceu porque Kudo não sabia que ele era um menino se travestindo de menina. Xiaohei então explica sua missão de matar Reiko, que ele abandonou depois de perceber que seu sonho de retornar a quem ele costumava ser é impossível. No dia seguinte, Yaomay e Xiaohei deixam a cidade murada com Yaomay planejando se reconciliar com sua mãe, enquanto Xiaohei planeja perseguir seu amor de uma forma diferente. Os vestidos que Xiaohei carregava desaparecem, mas o forro do colete permanece. No entanto, quando ambos olham para trás, eles passam a ver apenas as ruínas da segunda cidade, uma vez que superaram seus arrependimentos. |               |                                    |                  | |                     |
| 12 | "Episódio 12" | Daisuke Kurose                     | Nagisa Miyazaki  | Hirofumi Takahashi, Shiori Sakaguchi, Yuki Nishimura, Nemuri Aki, Jia Liu, Kaika, Jiaxin Wang, Xu Jingqiang, Liu Hailin e Tang Weixin | 21 de junho de 2025 |
| Miyuki relata ao pai sobre o Projeto Zirconiano e, em seguida, é informado por um médico que seu pai foi diagnosticado com demência, o que o leva a acelerar o fim do projeto Terra Genérica e considerar sua vingança completa. Agora capaz de entrar na versão Terra Genérica da cidade murada, Yulong está mirando em Kudo e conhece Reiko, revelando que ele é um dos desenvolvedores da Terra Genérica. Enquanto Reiko e Yulong vão até o traficante, Yulong explica que Infinity é um remédio para resfriado da Hebinuma Pharmaceuticals que foi descontinuado quando foi descoberto que é um alucinógeno quando tomado em altas doses. No entanto, vários pacotes acabaram dentro da segunda cidade murada e Yulong conclui que a demolição foi ordenada para encobrir o ocorrido. Yulong então ordena que Reiko morra para salvar Kudo de seus arrependimentos, mas Reiko decide não fazê-lo, desejando acreditar em sua identidade absoluta, e tenta persuadi-lo. Miyuki retorna à cidade murada e caminha até a antiga clínica do Dr. Wong, encontrando-a vazia e encontrando Gwen. Miyuki revela a Gwen o motivo de sua busca por vingança, já que concordou em ser adotado em troca de salvar a vida de sua mãe doente, mas seu pai adotivo voltou atrás em sua palavra. Tendo perdido tudo, Miyuki se arrepende de não ter dado mais ouvidos a Gwen e os dois se reconciliam. Enquanto isso, Reiko vê Kudo e lhe mostra o Infinity, fazendo-o perceber que está em apuros e, como tal, a Terra Genérica da cidade murada começa a desaparecer. |               |                                    |                  | |                     |
| 13 | "Episódio 13" | Yoshiaki Iwasaki e Masato Kitagawa | Nagisa Miyazaki  | Hiroki Sekitou, Mariko Inagaki, Kazunori Ozawa, Shiori Sakaguchi, Hirofumi Takahashi, Yuki Nishimura e Jiaxin Wang                    | 28 de junho de 2025 |
| Enquanto a cidade murada desmorona, Reiko foge e se vê jogada em um mar virtual antes que seu peixinho dourado de estimação, Success, a resgate. Reiko procura por Kudo e Success a leva a um cinema secreto onde ela assiste às memórias de Kujirai B que levaram à sua morte, onde na manhã de 31 de agosto, Kudo encontrou Reiko morta em seu apartamento enquanto assistia ao início da demolição da cidade murada. Um ano depois, Kudo retornou às ruínas da cidade murada cheio de arrependimento por arruinar seu verão e colocou os óculos de Reiko que ativaram a Terra Genérica, onde ele passou os próximos dois anos repetindo o mesmo período de dois meses. Kudo se encontra com Reiko no cinema e explica por que Reiko não foi replicada perfeitamente depois de vê-la mudar a cada loop temporal, percebendo que Kujirai B se recusou a mostrar seu verdadeiro eu para ele. Reiko leva Kudo para conhecer sua cópia. Kudo admite à sua cópia que se arrepende de suas ações e queria uma segunda chance, mas chegou à conclusão de que não é possível. Reiko sai da cidade murada sem desaparecer, tendo sido replicada com sucesso em um corpo físico, enquanto a Terra Genérica se desintegra do céu e a cidade murada reimaginada desaparece. Reiko é recebida por Yaomay e Xiaohei e descobre que Success também conseguiu escapar. Dois anos depois, Reiko agora é agente de viagens em Hong Kong, enquanto o Grupo Hebinuma se dissolve com o desaparecimento de Miyuki. Reiko sai para jantar e, enquanto espera por Yaomay no restaurante, Kudo encontra Reiko pela primeira vez fora da cidade murada. |               |                                    |                  | |                     |

### Filmelive-action
Em outubro de 2024, uma adaptação em filme live-action foi anunciada. Será produzido pela Robot Communciations e dirigido por Chihiro Ikeda, com estreia prevista para 29 de agosto de 2025 nos cinemas japoneses através da Bandai Namco Filmworks. A canção tema do filme é "Haze", interpretada pela banda Kroi.

## Recepção
O mangá ultrapassou a marca de 1.2 milhões de exemplares em circulação em dezembro de 2024. Em 2020, o mangá esteve entres os 50 indicados ao sexto Next Manga Awards. Foi classificado na terceira posição da lista Kono Manga ga Sugoi!,da Takarajimasha, de melhores mangás de 2021 para leitores masculinos. Também foi indicado ao 14º Manga Taishō em 2021 e classificou-se na nona colocação com 46 pontos.